# Budi Karya Sumadi
Budi Karya Sumadi (sinh ngày 18 tháng 12 năm 1956) là một kiến trúc sư người Indonesia, hiện giữ chức Bộ trưởng Giao thông Vận tải trong Kabinet Kerja của Joko Widodo.
Sinh ra và lớn lên ở Palembang, Sumadi học kiến trúc tại Đại học Gadjah Mada trước khi làm việc cho các công ty bất động sản nhà nước, cuối cùng trở thành CEO và chuyển đến Angkasa Pura. Ông được bổ nhiệm làm bộ trưởng vào năm 2016.

## Tiểu sử
Sumadi sinh ra ở Palembang, Nam Sumatra vào ngày 18 tháng 12 năm 1956. Cha ông là công chức và mẹ làm giáo viên mẫu giáo, ngoài ra còn là thành viên của hội đồng tỉnh Nam Sumatra từ năm 1956 đến năm 1959. Sumadi hoàn thành 12 năm học đầu tiên ở Palembang, trước khi chuyển đến Yogyakarta để học kiến trúc tại Đại học Gadjah Mada, ông tốt nghiệp năm 1981.

## Sự nghiệp
Sau khi lấy bằng cử nhân, Sumadi bắt đầu làm kiến trúc sư quy hoạch cho PT Pembangunan Jaya Ancol Tbk, một công ty thuộc sở hữu của chính quyền thành phố Jakarta vào năm 1982. Ông làm việc tại đây 22 năm, thăng tiến và trở thành CEO vào năm 2004. Ông chuyển đến một công ty khác thuộc sở hữu của Jakarta là PT Jakarta Propertindo, ông giữ chức vụ CEO đến năm 2015. Trong thời gian làm việc tại công ty này, ông đạt được nhiều dự án bao gồm nhà ở và cơ sở hạ tầng ở Jakarta, bao gồm phát triển khu vực Bintaro Jaya và xây dựng chung cư giá rẻ.
Năm 2015, Sumadi chuyển đến Angkasa Pura II – một công ty thuộc sở hữu của chính quyền trung ương quản lý các sân bay ở miền tây Indonesia. Với tư cách là CEO của AP II, ông giành được dự án phát triển Nhà ga số 3 của Sân bay Quốc tế Soekarno-Hatta. Cùng năm 2015, ông xảy tranh cãi với Bộ trưởng Giao thông lúc đó là Ignasius Jonan khi ông từ chối cách chức người điều hành Sân bay Quốc tế Soekarno-Hatta sau lỗi xử lý mặt đất của Lion Air, sau đó tiếp tục tranh cãi về việc mở Nhà ga 3, nơi Jonan cho rằng trạm đón khách vẫn chưa sẵn sàng.

### Bộ trưởng
Sumadi được bổ nhiệm chức vị Bộ trưởng Giao thông Vận tải thay thế Ignasius Jonan trong cuộc cải tổ nội các vào ngày 27 tháng 7 năm 2016. Hai tháng sau khi tuyên thệ nhậm chức, Sumadi đã ban hành quy định thi hành luật pháp cho các công ty vận tải trực tuyến như Go-Jek, Grab và Uber – bao gồm việc cấp phép và quy định cho người lái xe và phương tiện, bên cạnh việc cấm sử dụng ô tô có dung tích dưới 1.300 cc – điều này nhận sự phản ứng dữ dội và dẫn đến các cuộc biểu tình của các tài xế vận tải trực tuyến. Năm 2018, ông tiếp tục yêu cầu Go-Jek và Grab đăng ký chính thức là doanh nghiệp kinh doanh vận tải.
Ông bị Ủy ban Phòng chống Tham nhũng điều tra vào tháng 10 năm 2017 sau vụ bắt giữ tổng giám đốc vận tải hải quân. Trước đó ông xin lỗi công khai vào tháng 8 ngay sau vụ bắt giữ.
Sau vụ tai nạn chuyến bay 610 của Lion Air vào tháng 10 năm 2018 , Sumadi đã đình chỉ giám đốc kỹ thuật của Lion Air. Theo lệnh của tổng thống, Sumadi tiến hành rà soát giá vé máy bay, đặc biệt là đối với các hãng hàng không giá rẻ. Ông cam kết sẽ áp dụng các biện pháp trừng phạt đối với hãng hàng không sau khi hoàn thành cuộc điều tra. Trước đó Sumadi đưa ra cảnh báo tới ban quản lý của Lion Air về việc cải tiến an toàn và lịch trình của hãng trong năm 2017 sau một số sự cố không tránh được.

## Đời tư
Sumadi đã kết hôn và có một người con. Ông có sở thích chơi bóng bàn và cho biết chơi bóng từ 15–30 phút mỗi sáng. Ông cũng góp mặt trong một ban nhạc cùng các bộ trưởng khác trong nội các, với tên gọi là "Elek Yo Band", trong ban nhạc ông chơi guitar và đảm nhận việc hát.
Ngày 14 tháng 3 năm 2020, trong đại dịch COVID-19 tại Indonesia, ông xét nghiệm dương tính với COVID-19. Ngày 17 tháng 3, người phát ngôn của chính phủ về đại dịch coronavirus thông báo sức khỏe của ông đang dần cải thiện.